# Kotanyi (компания)
Котани (венг. Kotányi) — австрийский производитель специй и приправ. Специи Котани продаются в Австрии, а также более половины всего оборота приходится на страны Центральной и Восточной Европы. Самым большим импортером является Венгрия, а также Россия.

## История
Компания была основана в 1881 году Яношем Котани (венг. Kotányi János), который основал в венгерском городе Сегеде первую мельницу по переработке паприки. Янош Котани был женат на Софии Зонненфельд. В 1884 году был создан первый филиал компании, который также занимался торговлей винным уксусом, коньяком и сливовицей.
В 1887 году фирма Яноша Котани была зарегистрирована в торговом реестре Вены, а за год до этого Котани c партнером основал предприятие «Котани & Обэрлэндер», которое вскоре сам и ликвидировал.
Янош Котани стал известен благодаря качеству производившейся им паприки и в 1912 году стал официальным поставщиком Двора его Императорского Величества.
В 1920 году помимо паприки стали производиться и другие специи, и были созданы филиалы компании в Будапеште, Берлине, Мюнхене, Бостоне и Нью-Йорке. Название фирмы было изменено на «Первая австрийская мельница по переработке паприки Котани». В 1925 году руководство компанией взял на себя сын Яноша — Ганс Котани (1888 года рождения), младший брат Марианны Котани, закончивший торговую академию. Никто из трех младших сестер не вступил в фирму.
В 1928 году Янош Котани умер.
Котани была одной из первых компаний, на которую был наложен арест в 1938 году. 16 марта Ганс Котани оформил последнюю сделку, и через час его арестовали.
Одним из первых его депортировали на так называемом «транспорте для известных людей» в концентрационный лагерь в Дахау, где он покончил с собой 28 апреля 1938 года.
Семья Котани эмигрировала в Англию.
В это время к названию компании добавилось имя нового владельца — Георга Коля, позднее компания существовала под этим названием.
После того как Георг Коль в 1945 году уехал из Вены, предприятие возглавил бывший прокурист компании Тедор Рабнер. Несмотря на то, что вдова Ганса Котани Шарлотта и их сын Фридрих Вальтер вернулись из Англии только в 1954 и 1955 году, уже в 1948 году компанию вернули владельцам — Шарлотте, Фридриху Вальтеру и его сестре, и с этого времени она называлась «Первая австрийская мельница по переработке Паприки Йоганна Котани». Качество продукции постоянно улучшалось, также произошли изменения в упаковке.
С 1978 года в компании стало использоваться автоматическое упаковочное оборудование.
После смерти Фридриха в 1981 году руководство компанией взял на себя его племянник
Эрвин Котани (1957 г.р.). В том же году фирме присвоили государственную награду.
В 1989 году компания Котани присоединила к себе фирму Микштеттер и переехала из Вены в Волькерсдорф — в северный индустриальный центр. В это же время было основана дочерняя компания в Венгрии.
В 1994 году к компании была присоединена марка специй Зейбольд.
В 1997 году Ганнес Андрош захотел купить 25 % фирмы, которые в 1989 году приобрела компания Салинен, но руководство компании выступило против. В 2009 году семья Котани выкупила долю у Салинен, таким образом, компания снова стала собственностью только семьи Котани.
В 90-е и 2000-е годы в многих странах Восточной и Центральной Европы были открыты представительства компании, завоевывались новые рынки.
Компания экспортирует около 60 % производимой продукции. В Австрии доля рынка Котани составляет около 80 %.
В России представительство компании появилось в 2000 году.
В 2009 году компания Котани была номинирована на государственную премию за лучшую упаковку.
С 2010 года ООО «Котани» в России участвуют в благотворительном проекте «Забота о ближнем», помогая детским домам.
По собственным исследованиям Котани занимает 2-е место в своей отрасли, по крайней мере, в 20 странах.
В настоящий момент в России представлен бренд сегмента премиум KOTANYI и бренд среднеценового сегмента ORIENT.
Суббренды KOTANYI: Коллекция трав, Коллекция приправ, Dessert, Наши любимые десерты, VEGGY.